# Draco (singolo)
Draco è un singolo del rapper statunitense Future, pubblicato il 21 febbraio 2017 come primo estratto del quinto album in studio Future.
"Draco" è una parola che si riferisce al fucile d'assalto AK-47 accorciato rumeno.

## Classifiche
| Classifica (2017) | Posizione massima |
| ----------------- | ----------------- |
| Canada            | 62                |
| Stati Uniti       | 46                |